# サッカーe日本代表
eサッカー日本代表（いーサッカーにほんだいひょう、いーサッカーにっぽんだいひょう）は、日本サッカー協会（JFA）によって編成される日本のeスポーツサッカーのナショナルチーム。
FIFAe ネーションズカップ (FIFAe ネーションズシリーズ) には1度出場しており、最高成績はグループステージ敗退。